# Aiyanar

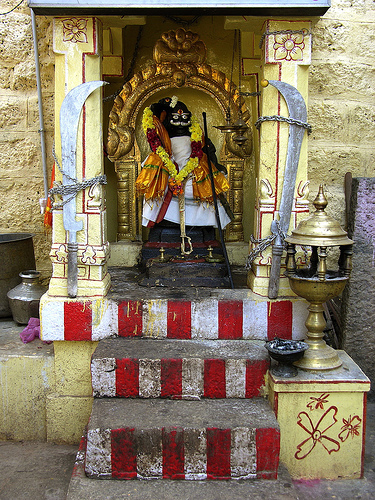
Murti de Aiyanar dans un temple non loin de Madurai.

Aiyanar (orthographié également Ayyanar, Ayanar ou Iyenar) (tamoul : ஐயனார்) est un dieu local, un « dieu de village » de l'Inde du Sud, vénéré principalement dans l'État du Tamil Nadu.

## Attributs
Il est adoré en tant que divinité gardienne, qui protège les villages ruraux. Ses prêtres ne sont en général pas des Brahmanes, et appartiennent principalement à la caste des potiers, mais des membres d'autres castes peuvent aussi officier dans ses temples. Les temples d'Aiyanar sont généralement flanqués de statues gigantesques et colorées qui le représentent, lui et ses compagnons, chevauchant des chevaux ou des éléphants. 
En langue tamoul, c'est un Kaval deivam, un "dieu protecteur", esprit guerrier, viril, courageux et victorieux, dont le culte permet également d'honorer les aïeuls morts pour le village et/ou la région. Il fait office de divinité tutélaire pour de nombreuses familles indienne en tant que Kula deivam, "dieu du clan/de la famille". 
Il existe plusieurs théories sur les origines de cette divinité, ainsi que sur l'étymologie de son nom. Il est associé au dieu Aiyanayake (en) par les populations cingalaises du Sri Lanka. 
D'après la croyance et certains historiens, il est une forme paysanne de Harihara, le fils de Vishnou et Shiva, dont le culte pourrait être associé avec la figure de Ayyappa, vénéré de l'autre versant des Ghâts Occidentaux au Kerala. Pour d'autres, son culte est sans doute pré-védique, attesté seulement au Tamil Nadu, où il est un substrat vivant des anciennes croyances de la région.

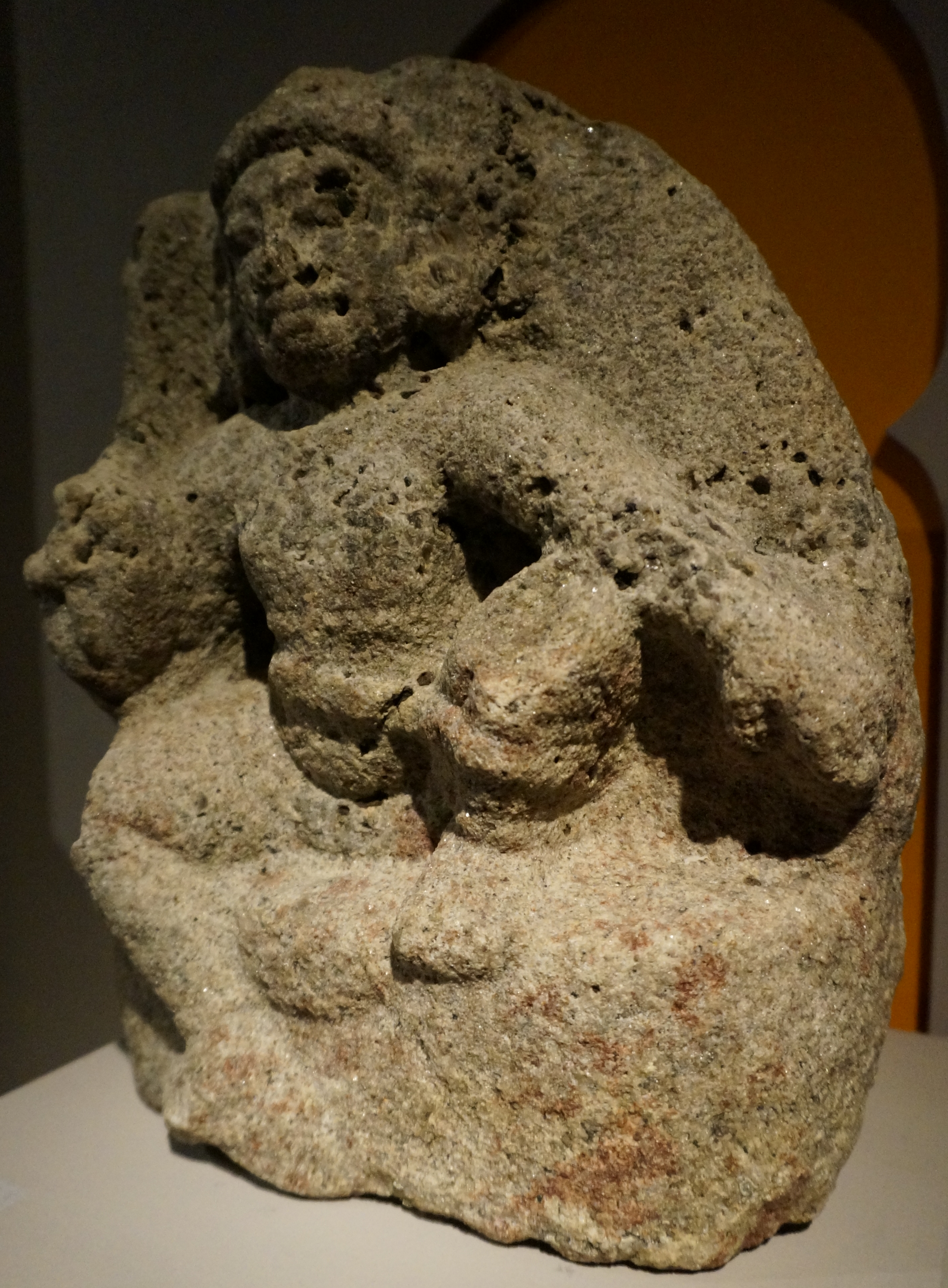
Statue d'Aiyanar du XVe siècle au musée des beaux-arts et d'archéologie de Châlons-en-Champagne apporté en France par Pierre-Eugène Lamairesse en 1867.